# Нурма (приток Обноры)
Нурма — река в Вологодской области России, протекает по территории Грязовецкого района. Устье реки находится в 121 км по левому берегу реки Обноры. Притоками Нурмы являются Ржавка и Синичка. Длина реки составляет 33 км, площадь водосборного бассейна — 185 км².
На берегах Нурмы расположены Корнильево-Комельский монастырь, Павло-Обнорский монастырь, а также населенные пункты Новоселка, Прокунино, Дворец, Свистуново, Крестовка, посёлок Льнозавода, Корнильево, Басаргино, Подсосенье, Ростилово, Юношеское, Кокарево, Дор, Спас-Нурма.

## Данные водного реестра
По данным государственного водного реестра России относится к Верхневолжскому бассейновому округу, водохозяйственный участок реки — Кострома от истока до водомерного поста у деревни Исады, речной подбассейн реки — Волга ниже Рыбинского водохранилища до впадения Оки. Речной бассейн реки — (Верхняя) Волга до Куйбышевского водохранилища (без бассейна Оки).
По данным геоинформационной системы водохозяйственного районирования территории РФ, подготовленной Федеральным агентством водных ресурсов:
- Код водного объекта в государственном водном реестре — 08010300112110000012755
- Код по гидрологической изученности (ГИ) — 110001275
- Код бассейна — 08.01.03.001
- Номер тома по ГИ — 10
- Выпуск по ГИ — 0